# Nowa Wieś (powiat oświęcimski)

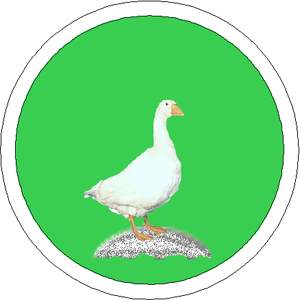
Logo Nowej Wsi

Nowa Wieś – wieś sołecka w Polsce położona w województwie małopolskim, w powiecie oświęcimskim, w gminie Kęty. Nowa Wieś liczy 3272 mieszkańców (stan na 31 marca 2013 r.), powierzchnia sołectwa wynosi 7,03 km².

## Części wsi
| SIMC    | Nazwa    | Rodzaj     |
| ------- | -------- | ---------- |
| 0057514 | Widłak   | przysiółek |
| 0057483 | Za Jazem | część wsi  |

## Historia
Położona nad prawobrzeżną Sołą, 270 m n.p.m. Pierwsza wzmianka o niej pochodzi z 1456 r. przy okazji procesu Mikołaja Kozy z Katarzyną Pobedeską o dobra Nowej Wsi i Witkowic. W dokumencie sprzedaży księstwa oświęcimskiego Koronie Polskiej przez Jana IV oświęcimskiego wystawionym 21 lutego 1457 roku miejscowość wymieniona została jako Nowa Wyesz. Była następnie wsią królewską w starostwie zatorskim, w 1485 r. król Kazimierz Jagiellończyk nadał ją Piotrowi Komorowskiemu za wyświadczone mu przysługi. W dawnych czasach wieś należała do parafii Kęty, w 1529 r. płaciła kościołowi w Kętach meszne. Wieś z latami zmieniała licznych właścicieli.
W drugiej połowie XVIII wieku przeszła w ręce Włocha, Kamila Dominika Gherri, lekarza króla Stanisława Augusta Poniatowskiego. W XIX wieku jej właścicielem był baron Edmund Larisch.
23 grudnia 1924 roku gminę jednostkową Nowa Wieś połączono z gminą jednostkową Kańczuga w nową gminę o nazwie Nowa Wieś.
W czasie okupacji niemieckiej mieszkająca we wsi rodzina Wronów udzieliła pomocy Maxowi Drimmer, Hermannowi Scheingesicht. W 1990 roku Instytut Jad Waszem podjął decyzję o przyznaniu Janowi Wronie, a w 2006 Annie, Helenie i Eugeniuszowi Wronie tytułu Sprawiedliwych wśród Narodów Świata.
W latach 1975–1998 miejscowość należała administracyjnie do województwa bielskiego.

## Obecnie
Obecnie w Nowej Wsi znajduje się Zespół Szkolno-Gimnazjalny, boisko „Orlik 2012”, kościół parafialny parafii św. Maksymiliana Kolbego, Koło Gospodyń Wiejskich, zespół ludowy „Nowowsianki”, remiza OSP, piekarnia działająca nieprzerwanie od 1938 roku, nowoczesna stacja paliw z myjnią, działa Ludowy Klub Sportowy „Niwa”, 17. Drużyna Harcerska ZHP „Teoria Spokoju”, rozwija się LOK Kęty w Nowej Wsi (strzelnica, paintball); wielu mieszkańców prowadzi działalność gospodarczą. 
im. gen. Wł. Sikorskiego